# 陳炳甫
陳炳甫（1971年4月1日），中華民國政治人物，中國國民黨籍，國立臺灣大學EMBA商學研究所碩士，現任臺北市議員，曾參與2019年臺北市第二選舉區立法委員缺額補選。

## 生平
陳炳甫於1971年出生於臺北市，是養樂多公司董事長、中華職棒前會長陳重光的兒子，也是已故資深臺北市議員陳玉梅的弟弟；在參選議員之前，陳炳甫以經商為主，曾與好友謝團棟創辦大魯閣棒壘球打擊場，而其家族則在中山大同選區經營紮實，陳玉梅曾任五任議員並連續四屆以第一高票連任，地方人脈上於藍綠兩派皆有很重的份量。2014年，在大環境不利國民黨時，以第五高票接棒陳玉梅的議員席位，並於2018年拿下2萬2223票、超過12%的得票率，奪得選區最高票。乘著勝選氣勢，隨即臨危受命被中國國民黨徵召參與臺北市第二選舉區的立委補選，對戰長期深耕士林的前議員何志偉，結果雖在長期偏向泛綠陣營的大同區以家族的長期經營幾乎追平對手，但無法在對手深耕的士林舊社區取得優勢，終以近七千票之差未能入主國會。2022年獲得2萬3934票順利三連任，得票率超過13%，為選區第二高票。雖身為在野黨，問政表現卻多次被柯市長在記者訪問中點名肯定。

## 政見
1. 推動民生汐止捷運線。
2. 一里一公托，一校一公幼。
3. 要求國小全面裝設冷氣。
4. 推動成立臺北市兒童醫院。
5. 改善台北停車問題。
6. 打造友善育兒城市。
7. 打造寵物友善城市。
8. 活絡地方商圈發展。

## 焦點政績
第12屆（2014-2018）
1. 成功爭取調降16%自住房屋稅，減輕市民負擔。
2. 成功爭取將培英公宅內社福設施面積從6%大幅增至45%，成為未來公宅典範。
3. 修法要求新建築物全面使用智慧水表，輕鬆掌握用水狀況。
4. 揭發市府作假資料，阻檔於不當地點設置交通轉運站。
5. 成功爭取建設新生公園立體停車場。
6. 持續爭取設置兒童醫院，守護孩子健康。
7. 持續推動增設公托、公幼並爭取托、幼補助。
8. 加速台北市道路電線電纜全面地下化。
9. 改造大小公園16座。
10. 爭取建設YOUBIKE站12座。
11. 協助多條巷弄重新銑鋪、後巷美化。

第13屆（2018-2022）
1. 爭取台北市一區一實驗小學、親子音樂圖書館。
2. 爭取未來新建案設置智慧型水表。
3. 爭取臺北市政府為清潔隊員辦理年終尾牙。
4. 爭取敬老卡擴大使用。

## 公益活動

### 創辦懷世代青年公益實踐平台
有感於台灣公益資源的不流通，以及許多社會議題缺乏被發聲的機會，陳炳甫以財團法人臺北市仁愛頤養社會福利基金會之名，自2021年建立「懷世代青年公益實踐平台」，鼓勵大學青年世代挖掘社會需求、發想公益行動，並由平台媒合資源讓優秀計畫可獲得全額計畫經費贊助、將公益行動落地執行。

### 持續主辦重光盃全國少棒錦標賽
陳重光文教基金會自2010年起，與臺北市體育總會棒球協會於每年舉辦重光盃全國少棒錦標賽，其宗旨除了提升少棒運動風氣外，更期盼能透過獨有的賽外活動落實學員的品格教育、促進國內少棒隊球員間的互動交流。

### 捐贈國中小學棒球隊專車
陳重光文教基金會長期關注棒球運動，推動三級棒球發展，歷年來捐贈數台棒球隊專車，讓小選手們在平日練習與參賽時有更方便安全的交通車。
102年，捐贈東園國小棒球隊專車。
105年，捐贈長安國中棒球隊專車I號。
107年，捐贈長安國中棒球隊專車II號。
110年，捐贈長安國中棒球隊專車III號，並命名為「逸松號」以紀念已故陳逸松總教練。

### 捐贈通學專車供花蓮鳳林「仁親陪讀班」及民雄靈糧堂使用
曾接獲士林靈糧堂請託，其體系位於花蓮鳳林鄉的「仁親陪讀班」運作經費短缺尋求支援，聽聞負責人何爸及美英媽媽對於偏鄉孩童食衣住行、課業及身心靈的無私奉獻，讓陳炳甫表示深受感動，除贊助鳳林仁親陪讀班築夢計畫經費之外，另捐贈一台供接送偏鄉孩童使用的通學專車；112年再捐贈嘉義的民雄靈糧堂一部通學專車。

### 捐贈救護車
體認北市長期致力提升緊急醫療救護品質，陳炳甫秉持著父親陳重光及姐姐陳玉梅之理念，長年以兩個紀念基金會之名捐贈救護車，延續父親與姊姊樂善好施、服務鄉里的大愛。
102年，以陳重光文教基金會名義捐贈「重光號救護車」。
106年，以陳玉梅紀念慈善基金會名義捐贈「玉梅號救護車」。
109年，以陳重光文教基金會名義捐贈「重光2號救護車」。
109年，以仁愛頤養社會福利基金會名義捐贈「重光3號復康巴士」。
111年，以陳玉梅紀念慈善基金會名義捐贈「玉梅2號救護車」。

### 捐贈住宅用火災警報器4,000個
陳炳甫代表財團法人臺北市仁愛頤養社會福利基金會及財團法人臺北市陳玉梅紀念慈善基金會，分別於107年捐贈消防第四大隊大同中隊、消防第三大隊中山中隊中各1,000隻住宅用火災警報器，再於112年同樣捐贈大同、中山中隊各1,000隻，希望拋磚引玉讓社會更多慈善團體捐贈住警器，並宣導民眾自行安裝以確保居家安全。

### 捐贈交通警示指揮棒及導護志工背心
陳炳甫以陳玉梅紀念慈善基金會名義，自109年迄今共捐贈了200多隻交通警示指揮棒及1,000多件的導護志工背心供鄰里巡守隊、守望相助隊、地方廟宇及國中小學使用。

## 大事紀

### 2017年
成功爭取全國首例自住型房屋稅調降，於2017年7月實施，共計22.5萬戶受惠。

### 2019年
迪化街年貨大街春節停車費調漲 居民不滿
台北市議員陳炳甫接獲居民陳情此事，他認為居民並沒有享受到經濟紅利，還要因為停車問題使得荷包縮水，停管處此做法根本變相懲罰附近居民。他要求，停管處應即刻處理，將年貨大街附近的三座公有停車場：朝陽、塔城與大稻埕停車場，調整為附近居民不分時段皆原價收費，讓迪化街附近居民不用為了年貨大街開跑而停不了車。
大稻埕碼頭路障加裝鐵煉 民眾散步慘摔
北市一名民眾晚上到大稻埕碼頭散步，因為視線不清，被路障的鐵煉絆倒，飛摔倒地，造成頭部、身體多處挫傷。台北市議員陳炳甫要求台北市政府水利處儘速改善，應加高路障，並將鐵煉改成鐵桿且塗上警示顏色，進而檢討全市高灘地中，有沒有類似的路障一併改善。
避免誤聘非法移工 擬設查證平台
在台外籍移工人數突破70萬，傳出有雇主為避免聘到非法移工，私下拜託警察確認證件真偽，但經北市勞動局查訪後，卻仍發現工作證造假，被依法重罰15萬。台北市議員陳炳甫12日要求市府2個月內設置查證窗口，以利民眾查詢。
醫院旁捷運站座椅少 被批不友善長者
北市老人人口約46.4萬，占17.42%，議員陳炳甫質詢指出，市長柯文哲砍重陽敬老金，宣稱要建立穩定的敬老系統、友善的銀髮環境，但他發現台北市立聯合醫院及主要綜合型醫院附近的捷運站，竟有逾半數捷運站座椅數量不足，對就醫長者很不友善，若有需要就多安排座椅，不會讓銀髮族沒地方坐。
北市機車違規取締 去年暴增10萬件
台北市議員陳炳甫指出，去年機車違規取締件數比起前年多了近十萬件，罰鍰收入增加九億，痛批柯市府將機車族當成移動提款機。
北市府鋪56處透水人行道 議員︰僅5處易淹段
台北市有五十五處易積淹水路段，市府為因應極端氣候，讓豪大雨更容易滲入土壤，減少路面積淹水災情，打造「海綿城市」，已花費約三億元，鋪設五十六處、八萬平方公尺的透水鋪面人行道。不過，市議員陳炳甫發現，僅有五處針對易積淹水路段施作，透水鋪面比例也只佔全市人行道的四．五一％，質疑「錢沒用在對的位置」，要求接下來應以易積淹水路段為優先。
北市觀光慘 議員籲對症下猛藥
大陸限制陸客來台自由行，觀光業恐遭衝擊，就連台北市長柯文哲也下令團隊研擬對策，不過北市議員陳炳甫指出，2014年以來台北觀光外匯持續衰退，觀光客在北市停留天數、平均每人每日消費金額、到訪率同步下降，光是近兩年，北市外匯收入蒸發540億台幣，成績不及格。
中央最大冬遊補助 觀光巴士營運慘淡
臺北市議員陳炳甫指出，為降低中國旅遊禁令對台灣觀光業的衝擊，台灣中央制定了史上最大的秋遊補助，試圖弭補因中國陸客不來造成台北市觀光外匯收入減少的空缺。台北市雙層巴士迄今營運近三年，載客量始終不見起色，上路兩年來運量慘淡，最新出爐的台北市審計處報告，審計部點名雙層巴士「亟待研謀改善」。陳炳甫議員表示，台北市觀光巴士目前有兩大問題，ㄧ個是觀光巴士與目前主要大眾運輸系統路線重疊，另一個問題就是票價過高。
歲入年年減 歲出年年增 北市明年恐入不敷出
柯文哲常以還債540億元自豪，議員陳炳甫昨在議會質詢時指出，市府總歲入從103年度1800多億元，年年下滑，今年只剩近1600億元，而歲計賸餘在近4年來從200多億元，去年縮水只剩51億元，降幅驚人，因中央廢除印花稅，明年再大減49億元，市府財政恐入不敷出。
悠遊卡從領先到落後 議員批：政治酬庸是最大問題
議員陳炳甫說，悠遊卡公司經營策略一錯再錯，104年花300萬找以色列想發展自己的系統，再花2億多更新讀卡機，好在後來沒有成功，才放棄計畫，轉而走向電支市場。他相信悠遊卡當初若走對路，現在應該會有5成市占率，但如今優勢漸漸消失，未來甚至可能被一卡通取代，這次是悠遊卡最後一次機會，否則3到5年內被殲滅的可能是悠遊卡。
台北市西門地下街閒置19年　議員：政府白白損失2億
台北市西門地下街未設置廠商卸貨區，就連6個出入口也沒有設置電扶梯或電梯，不僅廠商沒有意願進駐，店鋪與通道上的廣告版面也租不出去，台北市議員陳炳甫直批，西門地下街閒置19年，捷運公司讓政府白白損失2億租金。
北捷擬取消8折優惠 議員質疑變相懲罰民眾
台北市政府擬取消搭捷運電子票證8折優惠措施，引發外界討論，台北市長柯文哲今天下午到議會進行報告、備詢，國民黨市議員陳炳甫質疑，北捷的重度使用者幾乎已購買1280月票，北市府鼓勵一般民眾搭乘大眾運輸，現在又取消8折優惠，等於變相懲罰那些民眾，柯文哲坦言「這問題要解決」，並稱讚陳「你很聰明」。
大巨蛋強渡關山惹議 黃景茂鬆口：部分委員有質疑
大巨蛋順利闖關台北市都市設計審議委員會，被批評強勢主導的主席、台北市都發局長黃景茂今天於市議會鬆口，審議過程中，有少部分委員有提出質疑，並補充自己裁示前，有再徵詢委員意見；但市議員痛批，北市府辛苦打拚2、3年，一直堅持公安，但黃景茂入府半年，卻敢這樣草率通過，怎有這膽量，狠酸「有guts（膽識）」、「你要對得起自己良心」。

網路炒作嗡嗡包價格飆至5000元高漲近26倍
台北市長柯文哲上任後在國慶升旗推出限量嗡嗡包，但卻在網路上被炒到天價，市議員陳炳甫發現，剛問世的第五代嗡嗡包，製作成本195元，但在網路上被炒作到5000元天價，價差將近26倍。。
『孩子一個都不能少』 讓毒品遠離校園
炳甫調閱資料後發現，北市校園吸毒情形有愈加嚴重的趨勢，在質詢時也特別要求教育局針對這五大原因，找出相對應的解決方法並積極辦理，以有效提升校園反毒工作的成效。
建議北市府成立以新創事業為投資標的物之創投基金
炳甫建議北市府成立以新創事業為投資標的物之創投基金。因為第1，成立創投基金可以鼓勵、協助具有實力卻缺乏資源的創業者。第2，這些新創事業茁壯之後，臺北市也能雨露均霑。
北市道路坑坑洞洞 應調施工影像咎責
柯文哲市長針對道路凹凸不平，曾說「問題不在工程而在管理」。但五年來道路品質有沒有改善，民眾最有感，根據台北市研考會民意調查發現，市民對道路品質不滿意度仍高於5成。炳甫以「槓子頭」與「饅頭」為例來比喻日本跟台北於鋪路時的施工態度與成果：日本在銑鋪道路時，是一次一次的夯打，直到道路扎扎實實為止，就像槓子頭的堅硬；但台北的施工常常夯打不確實，造成路面瀝青裡面如同饅頭般軟軟的，時間一久就容易出現坑洞。目前北市府對於廠商偷工減料並沒有罰則，只要求在保固期間內若出現凹洞補上就好，更沒去追究得標廠商當初施工狀況與相關責任，造成廠商抱著僥倖心態而偷工減料。
U-bike新舊不相容 只因市府沒要求
台北市政府推「U-Bike2.0」升級計畫，新版U-Bike2.0與1.0不相容，新車不能在舊車柱還車，將對民眾產生困擾；而且未來雖然站數增加，車子總量卻不變，恐衍生調度問題，服務品質難以維持。炳甫具體建議，U-Bike2.0不能草率上路，應要求廠商將新、舊系統修改相容，至少2.0與1.0的車柱要能共用，否則使用不便只會抱怨不斷，而且更換費用還是全體市民買單。
徹夜排隊搶停車月票 炳甫建議改車牌辨識免排隊
每個月都會聽到民眾為了搶公立停車場的月票而熬夜排隊，市府的解決方案是撥出部分的月票改成網路抽籤，卻造成現場可售數量變少，僧多粥更少，害民眾熬夜排隊情況更加嚴重。陳炳甫議員建議未來只要是在地或周遭里民、身心障礙者不用再熬夜排隊申購月票，只要事前申請核對身分後登記，即可透過車牌辨識功能享有優惠直接進場停車。柯市長非常認同此建議，允諾立即擇一停車場試辦。
北市府「印花稅」戰略錯誤 竟未談先投降 炳甫籲柯P先拖延
「印花稅」議題最近討論得沸沸揚楊，當市府及其他議會同仁都在思考如何補足財源或修法時，炳甫於10月17日市長專案報告時，即第一個提出要求市府應強烈反對中央「廢除印花稅」，連柯p市長也驚呼沒想到這一招，當場在議會倒抽一口氣。炳甫再次於總質詢時具體建議柯市長，現階段台北市政府的戰術應該是先拖延，因為明年1月就要選舉，立法院預計12月就休會了，由於立法院財政委員會沒排審，加上本會期主要排審預算，且也將有屆期不續審的問題，等到中央新的執政團隊就職後再爭取。

## 選舉紀錄
| 年度 | 選舉屆數               | 選舉區           | 所屬政黨   | 得票數 | 得票率 | 當選標記 | 備註 |
| ---- | ---------------------- | ---------------- | ---------- | ------ | ------ | -------- | ---- |
| 2014 | 第十二屆臺北市議員選舉 | 臺北市第四選舉區 | 中國國民黨 | 19,808 | 10.02% |          |      |
| 2018 | 第十三屆臺北市議員選舉 | 臺北市第四選舉區 | 中國國民黨 | 22,223 | 12.02% |          |      |
| 2019 | 第九屆立法委員補選     | 臺北市第二選舉區 | 中國國民黨 | 31,532 | 39.03% |          |      |
| 2022 | 第十四屆臺北市議員選舉 | 臺北市第四選舉區 | 中國國民黨 | 23,934 | 13.33% |          |      |

## 外部連結
- 陳炳甫 - 臺北市議會 （页面存档备份，存于）
- 陳炳甫炳持初衷的Facebook專頁
- YouTube上的陳炳甫台北市議員頻道

## 資料來源
1. ↑  .   [2021-08-25]. （原始内容存档于2021-08-25）.
2. ↑  . 自由時報. 2017-01-22  [2019-01-24]. （原始内容存档于2019-12-14）.
3. ↑  立委補選！綠白橘黃大混戰　國民黨沈智慧、陳炳甫就定位 （页面存档备份，存于）.ETtoday新聞雲.2018-12-11
4. ↑  . www.facebook.com.   [2023-07-13]. （原始内容存档于2023-07-13） （中文（简体））.
5. ↑  .   [2019-10-29]. （原始内容存档于2019-10-29）.
6. ↑  . 中國時報. 2022-07-22  [2022-07-22]. （原始内容存档于2022-07-22）.
7. ↑  .   [2019-10-08]. （原始内容存档于2019-10-08）.
8. ↑  .   [2019-10-08]. （原始内容存档于2019-06-24）.
9. ↑   https://www.chinatimes.com/newspapers/20190413000556-260107?chdtv. 缺少或|title=为空 (帮助)
10. ↑  .   [2019-10-08]. （原始内容存档于2019-10-08）.
11. ↑  .   [2019-05-24]. （原始内容存档于2019-06-12）.
12. ↑  .   [2019-10-29]. （原始内容存档于2019-10-29）.
13. ↑   https://www.chinatimes.com/newspapers/20190805000494-260107?chdtv. 缺少或|title=为空 (帮助)
14. ↑   https://www.idn.com.tw/news/news_content.aspx?catid=5&catsid=2&catdid=0&artid=20190901lii001. 缺少或|title=为空 (帮助)
15. ↑  .   [2019-10-29]. （原始内容存档于2019-11-02）.
16. ↑  .   [2019-10-29]. （原始内容存档于2019-11-02）.
17. ↑  .   [2019-10-29]. （原始内容存档于2021-05-14）.
18. ↑  .   [2019-10-29]. （原始内容存档于2019-11-01）.
19. ↑  .   [2019-10-29]. （原始内容存档于2020-04-20）.
20. ↑  .   [2019-10-29]. （原始内容存档于2019-10-23）.